# Zzz
「Zzz」（ズズズ）是佐咲紗花的第4張單曲。於2011年5月25日由Lantis發售。

## 概要
與前作「fly away t.p.s」相隔約3個月發售，是2011年第2張的單曲。標題曲「Zzz」是電視動畫《日常》的片尾曲（第1－13話），表達初戀是單戀的感情的歌曲。

## 收錄曲
（全作詞・作曲：前山田健一）
1. Zzz [4:12]
  - 電視動畫《日常》第1、3－6話片尾曲
2. ガッコーガッコーLIFE!! [3:45]
3. Zzz（Acappella Version） [2:47]
  - 電視動畫《日常》第7－9話片尾曲
4. Zzz（Bossa Nova Version） [4:06]
  - 電視動畫《日常》第2、10－13話片尾曲

編曲：板垣祐介
5. Zzz（Instrumental）
6. ガッコーガッコーLIFE!!（Instrumental）

## 参加音樂家
- 板垣祐介 - 吉他 (#2,4)

## 備注
1. ↑  佐咲紗花. . 佐咲紗花オフィシャルブログ「Link to You」. 2011-04-04  [2011-06-14]. （原始内容存档于2021-07-27）.
2. ↑  清水耕司（超音速）. . アニカン (エムジーツー). 2011-05, (96): 33頁  [2011-06-14].[永久]

## 外部連結
- Lantis介紹網站 （页面存档备份，存于）